# Cosmorama (pintura)
Cosmorama (de las dos griegas κόσμος, mundo, universo, y όραμα, vista) es la representación de paisajes, monumentos, edificios, poblaciones, escenas de la naturaleza, etc. en cuadros vistos por un vidrio óptico. 

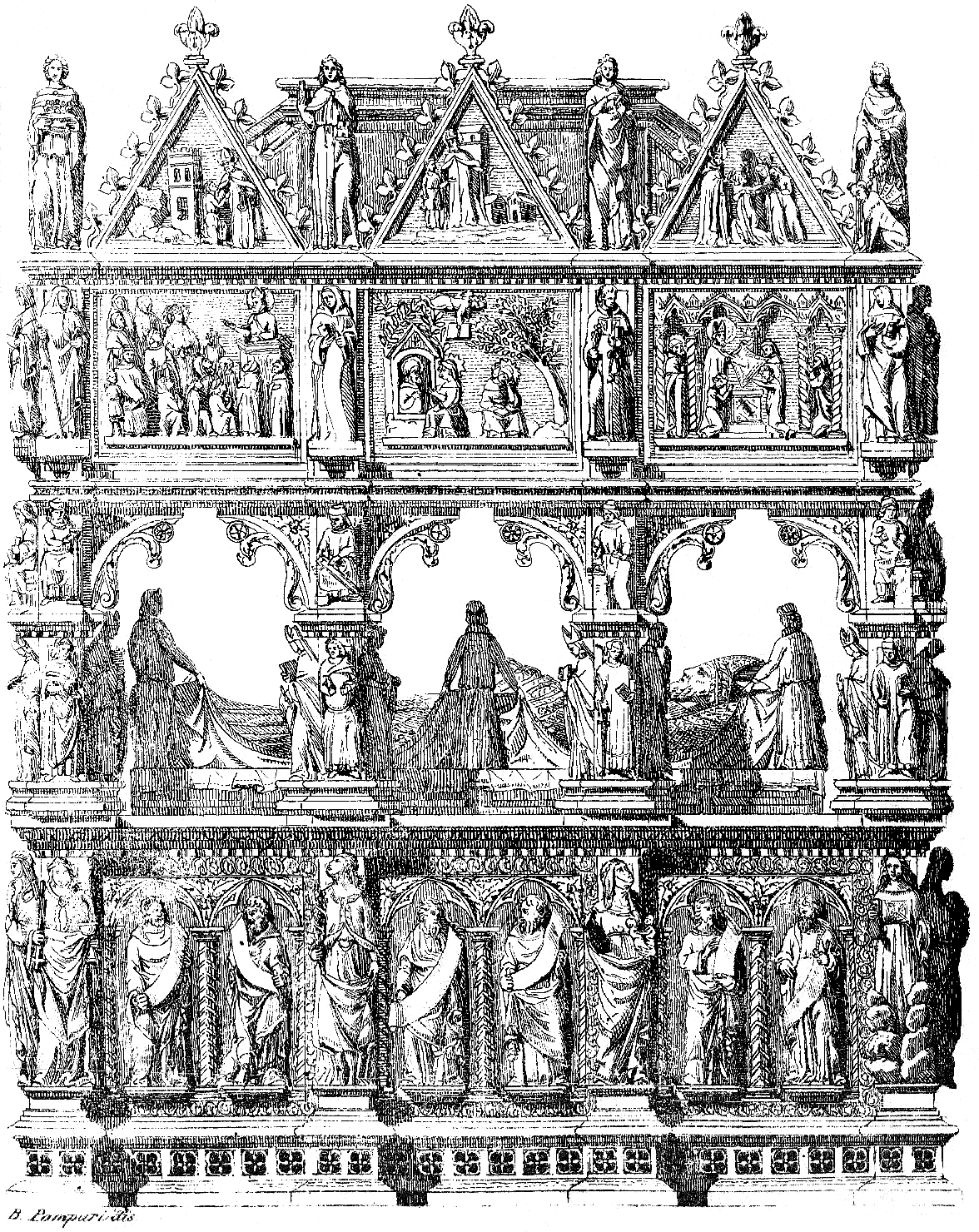
Cosmorama pictórico 1835

El cosmorama, cuando está bien dispuesto, cuando las pinturas se hallan ejecutadas con maestría y bien alumbradas produce un efecto que ilusiona la vista fingiéndole realidad donde no hay más que colorido. Mucho se generalizaron los cosmoramas en el siglo XIX pero pocos merecen el nombre de tales pues no se componen generalmente más que de estampas mal iluminadas colocadas detrás de un vidrio lenticular. Los buenos espectáculos ópticos en este género eran muy escasos porque no basta para conseguir grandes efectos tener a mano un vidrio y una pintura. Es necesario que esta sea debida a un pincel maestro, que la perspectiva sea rigurosa y tales las proporciones que no aparezcan luego desfigurados o gigantescos los objetos, corno lo hemos visto con muchos llamados cosmoramas. 

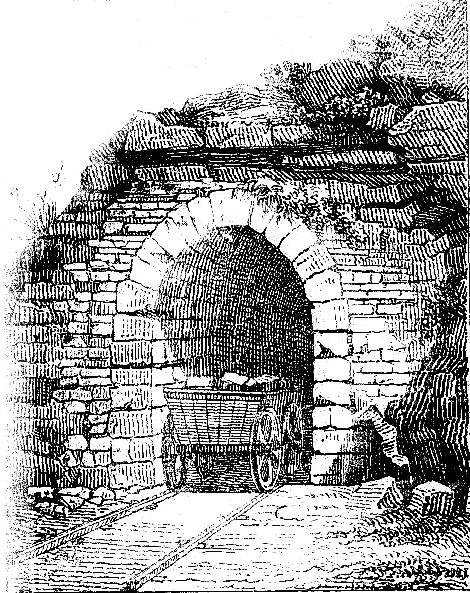
Cosmorama pictórico 1836

Cuando el ojo del observador y el cuadro están fuera de los focos del vidrio lenticular, hay inversión, y entonces la pintura ha de colocarse de manera que aparezca en posición recia; es el caso más favorable para poder alumbrar bien un cosmorama; pero es mucho más sencillo poner el cuadro dentro del foco, porque así no hay necesidad de invertirlo. El cosmorama que más celebridad adquirió fue el que fundó en París el abate Gazzera; se abrió en 1 de enero de 1808 y presentó su última exposición en 1832. El abate se propuso poner de manifiesto los sitios y monumentos más notables de la tierra y empezó por Asia. La mayor parte de los cuadros fueron pintados por los más célebres artistas, llegando con el tiempo a reunirse una colección de 800 vistas, de las cuales figuraban 72 en cada exposición. Al principio era el tamaño de los cuadros de 3 pies y medio por 2 y medio y se usaron vidrios cuyo diámetro tenía de 7 a 8 pulgadas, pero después crecieron las dimensiones de estos últimos hasta 10 o 12 pulgadas y las de aquellos hasta 6 pies y medio de longitud por 4 de altura. Ofrecía aquel cosmorama variedad al mismo tiempo que instrucción; se admitían abonos y no se exigía más que la mitad del precio a los niños, alumnos de los colegios y jóvenes artistas. 
A pesar de contribuir al fomento de las artes, dando ocupación a los artistas, llegó su época de decadencia y se cerró después de haber existido veinticinco años. Ha tenido muchos admiradores en varias capitales, desde entonces se inventaron una multitud de espectáculos parecidos con variedad de nombres, tales como: 
- panstereorama (de pan, todo; stereos, todo y horama, vista), vista de planos en relieve
- alporama, vista de los Alpes
- diafanorama, o vistas de cuadros trasparentes
- pirorama, exposición en vidrio
- diorama
- uranorama, o representación de los movimientos celestes
- europorama, vistas de Europa
- georama, vista de todas las partes del mundo en una grande esfera
- neorama o vistas interiores de edificios
- otros diferentes, sin contar con el panorama, que ya era conocido anteriormente

El abate Gazzera, que puede ser considerado como fundador del cosmorama, regaló sus mejores cuadros a sus amigos, a la población de Mondovi, donde nació; a la de Velletri, donde tuvo una cátedra de teología, a la de Aviñón y a otras que le habían concedido hospitalidad en tiempos aciagos. Prefirió dejar una memoria honrosa con esos actos de generosidad, antes que ceder su colección a la familia real que se la pagaba mezquinamente.